# サイバー侮辱罪
サイバー侮辱罪（サイバーぶじょくざい）は、サイバースペースで為される犯罪であり、通常インターネットを通じた他者に対する名誉毀損の目的がある。

## 大韓民国
韓国は、サイバー侮辱罪に関する法律の、導入の過程にある最初の民主国家である。 韓国政府が成立を検討中のサイバー侮辱罪のねらいは、警察が犠牲者からの報告を受けずに憎悪に満ちたコメントの取締りを可能にしてそのような犯罪行為を検挙することにある。
韓国の通信と放送の監督機関である大韓民国放送通信委員会（KCC）は、現行の電気通信法の修正を検討し、主要なインターネットポータルサイトを、更なる規制とより強力な監視の下に置いた。立法化のきっかけは、チェ・ジンシルがインターネットの掲示板上で様々に噂を立てられ、これを苦に自殺したことによる。

### 論争
サイバープレイスでの厳しい法律導入に関する話し合いが持たれている。韓国でのある有名なセレブリティの自殺は、そのような法律が必要かどうかの論争をもう一度引き起こした。政権運営にあるハンナラ党（GNP）が支持するその法律は、実施された場合、犠牲者の訴えなしで警察がサイバー侮辱事件を捜査できるようになる。野党民主党（DP）はそのような法律の導入に反対している。 

#### 支持派の見識
- 現行法はエスカレートする割り合いでますます増加している犠牲者数を止めていない。
- 表現の自由は責任に付属する。
- インターネット上で情報とうわさは瞬く間に伝えることができるという事実により、当局によるそのような厳しい規制がない場合ネットいじめとサイバー侮辱はそれぞれの犠牲者に甚大な損害を与えうる。

#### 反対派の見識
- 既に現行法でサイバースペースを規制する方法がある。
- 反対意見を述べる人々を取り締る試みの中でその法律が当局により活用される潜在的な可能がある。
- そのような法律は表現の自由に有害な影響を引き起こす可能性がある。
- 「名誉毀損」は曖昧すぎて、犠牲者より他、第三者には定義できない。

### 調査
2009年1月14日に行われた韓国人800人に対するリサーチと調査研究では、60%がサイバー侮辱に対処するハンナラ党（GNP）主導の法案を支持し、32.1%が反対している。

### 著名人の自殺
悪意のあるオンライン上のコメントが一因となり、自殺をする前に、深刻なうつ状態に苦しむ韓国のセレブリティがいる。
- イ・ウンジュ
- チョン・ダビン
- U;Nee
- チェ・ジンシル

## 韓国以外の国・地域での状況
2017年の段階では中国のみで導入されている。
日本では上記に該当する罪名及び法律は存在しないが、刑法の名誉毀損罪・侮辱罪・個人情報保護法等を適用する。